# Пригарін Олексій Олексійович
Олексій Олексійович Пригарін (6 грудня 1930, село Ново-Фотьяново, тепер Мединського району Калузької області, Російська Федерація — 14 квітня 2016, місто Москва, Російська Федерація) — радянський діяч, директор Всесоюзного наукового центру із організації праці Державного комітету СРСР з праці та соціальних питань, 1-й секретар ЦК Російської організації КПРС (РКП—КПРС). Член ЦК КПРС у 1990—1991 роках. Кандидат економічних наук.

## Життєпис
У 1953 році закінчив Московський державний економічний інститут.
У 1953—1956 роках — начальник відділу організації праці заводу Міністерства оборони СРСР у місті Стара Русса Новгородської області.
Член КПРС з 1956 року.
З 1956 по 1959 рік навчався в аспірантурі Московського державного економічного інституту.
У 1959—1968 роках — старший економіст, провідний економіст, старший науковий співробітник Науково-дослідного інституту праці.
У 1968—1983 роках — директор Центру наукової організації праці та управління Міністерства радіопромисловості СРСР.
У 1983—1988 роках — директор Всесоюзного науково-методичного центру із організації праці і управління виробництвом Державного комітету СРСР із праці. У 1988—1991 роках — директор Всесоюзного наукового центру із організації праці Державного комітету СРСР з праці та соціальних питань.
Один із організаторів Марксистської платформи в КПРС. На XXVIII з'їзді КПРС Олексій Пригарін був одним із співавторів резолюції, спрямованої проти політики горбачовських реформ.
З березня по листопад 1991 року — директор Центру політичного аналізу та прогнозування при Секретаріаті ЦК КП РРФСР (у складі КПРС).
З листопада 1991 року — президент асоціації «Союзоргтруд» у Москві.
У 1991 році Олексій Пригарін став одним із ініціаторів створення партії «Союз комуністів», був обраний секретарем ЦК цієї партії.
З грудня 1991 року — член оргкомітетів зі скликання Пленуму ЦК КПРС (липень 1992 року), XX Всеросійської конференції (жовтень 1992 року) та XXIX з'їзду КПРС (березень 1993 року). 13 червня 1992 року ініціативна група членів ЦК КПРС на чолі з Костянтином Ніколаєвим та Олексієм Пригаріним, з дозволу Конституційного суду РФ, провела збори членів ЦК партії, які оголосили себе пленумом ЦК й ухвалили рішення про скликання Всесоюзної партконференції. Було обрано Оргкомітет ЦК КПРС під головуванням Костянтина Ніколаєва та його заступника Олексія Пригаріна. 10 жовтня 1992 року в Москві пройшла XX Всесоюзна конференція, яка підтвердила рішення зборів членів ЦК КПРС, розглянула проєкти нової Програми та Статуту КПРС та ухвалила рішення про підготовку XXIX з'їзду КПРС.
З 1993 по 1995 рік — заступник голови ради Союзу комуністичних партій — Комуністичної партії Радянського Союзу.
У жовтні 1993 року на II з'їзді партії «Союз комуністів» був виключений із партії разом із групою прибічників.
Був одним із ініціаторів створення Російської організації КПРС (Російська Комуністична партія—КПРС). З квітня 1995 року — 1-й секретар ЦК Російської організації КПРС (РКП—КПРС).
У 2008 році на установчому з'їзді Лівого фронту увійшов до керівництва організації. У 2013 році увійшов до складу Оргкомітету Об'єднаної комуністичної партії, став співавтором програми партії. У 2014 році після заснування Об'єднаної комуністичної партії обраний членом президії її Центрального комітету.
Помер 14 квітня 2016 року внаслідок інсульту в Москві.

## Нагороди і відзнаки
- орден «Знак Пошани»
- медаль «За доблесну працю. В ознаменування 100-річчя з дня народження Володимира Ілліча Леніна» (1970)
- медалі
- Заслужений економіст РРФСР